# Teresa Janina Kierocińska
Teresa Janina Kierocińska (imię zakonne Matka Teresa od św. Józefa; ur. 14 czerwca 1885 w Wieluniu, zm. 12 lipca 1946 w Sosnowcu) – polska karmelitanka, współzałożycielka Zgromadzenia Sióstr Karmelitanek Dzieciątka Jezus, odznaczona medalem Sprawiedliwy wśród Narodów Świata oraz Czcigodna Służebnica Boża Kościoła katolickiego.

## Życiorys
Janina Kierocińska urodziła się w Wieluniu w 1885, w ziemiańskiej, patriotycznej i wielodzietnej rodzinie, jako siódme dziecko Antoniego i Antoniny z domu Głowienkowskiej. Tydzień później została ochrzczona. Na dalsze losy jej życia zaważyło pewne wydarzenie z dzieciństwa. Do trzeciego roku życia była bowiem niemową, a zaczęła niespodziewanie mówić, gdy powróciła z pielgrzymki na Jasną Górę jej matka Antonina, wypowiadając przy tym pierwsze słowo „Jezus”. W dzieciństwie idąc do szkoły, wstępowała często do Kościoła św. Barbary, modląc się tam przed obrazem Matki Bożej Pocieszenia. Już w dniu Pierwszej Komunii świętej, przyjętej 9 czerwca 1895 odczuła żywą bliskość Jezusa Eucharystycznego i pragnienie całkowitego poświęcenia się Bogu. Jednak w realizacji powołania spotkała się z trudnościami ze strony rodziców, zwłaszcza ojca, który był stanowczo przeciwny jej wstąpieniu do Zakonu.
W 1901 roku Janina ukończyła progimnazjum z dobrymi ocenami na dyplomie. Następnie przez dwa lata uczęszczała na kurs kroju i szycia do pracowni panien Pawelskich w Wieluniu. Jak na tamte czasy była dobrze przygotowana do życia pod względem kulturowym i zawodowym. W młodości zapoznała się z dziełami św. Teresy od Jezusa, co wywarło wielki wpływ na jej życie duchowe. W warunkach domu rodzinnego prowadziła głębokie życie modlitwy, wyrzeczenia i miłości bliźniego.
Wobec nieugiętej woli ojca Janina pewnego dnia w roku 1903, nie opowiadając się nikomu, opuściła dom i udała się do klasztoru sióstr szarytek w Warszawie. Najprawdopodobniej przebywała tam około miesiąca, pracując w szpitalu prowadzonym przez siostry. Na żądanie ojca, który wysłał po nią syna Stanisława, Janina z bólem serca powróciła do domu. Cztery lata później od tego wydarzenia, zapukała do furty klasztornej sióstr bernardynek w Wieluniu. Siostry jednak w obawie przed ojcem, który w dalszym ciągu nie wyrażał zgody na wstąpienie córki do klasztoru, nie chciały się narażać na szykany i jej nie przyjęły. Janina mimo tych niepowodzeń trwała w swoim postanowieniu prowadząc głębokie życie modlitwy, pomagając matce w prowadzeniu domu i zajmując się haftem. Przez pewien okres opiekowała się dziećmi swojego brata Franciszka Aleksandra, któremu zmarła żona. Wykazała wówczas duży talent pedagogiczny i zdobyła sobie ogromny szacunek wśród swoich podopiecznych.
Od 1909 jej kierownikiem duchowym był Sługa Boży o. Anzelm Gądek OCD (1884–1969), karmelita bosy, którego poznała w Czernej. Spotkanie to miało kluczowy wpływ na jej późniejsze losy, szczególnie powołania. Podczas I wojny światowej zgłosiła się do pracy w Zakładzie Opieki prowadzonym przez siostry albertynki w Krakowie w tzw. Angielskim Ogrodzie, przytułku biedoty. W czasie tego okresu jeszcze bardziej zżyła się z duchowością karmelitańską poprzez bliskie kontakty z Zakonem. Wewnętrznie była przekonana, że jej powołaniem jest bycie karmelitanką. W 1914 została tercjarką zakonu karmelitańskiego oraz członkinią Bractwa Praskiego Dzieciątka Jezus. Po śmierci jej ojca 17 maja 1921, otrzymała aprobatę na wybór drogi życia konsekrowanego od matki Antoniny, udając się do Krakowa.
31 grudnia 1921 w Krakowie przywdziała w Kościele karmelitanek przy ul. Wesołej habit nowego zgromadzenia zakonnego Karmelitanek Dzieciątka Jezus, założonego przez o. Anzelma Gądka OCD. Jako jego współzałożycielka została pierwszą przełożoną. Funkcję przełożonej generalnej sprawowała przez 25 lat aż do śmierci, formując siostry w duchu dziecięctwa Bożego i podejmując dzieła apostolstwa i miłosierdzia wśród ubogich. Początkowo siostry pracowały w zakładach Towarzystwa Dobroczynności i mieszkały w barakach przy kościółku Najświętszego Serca Pana Jezusa. Poszukiwały domu, w którym mogłyby prowadzić prawdziwe życie zakonne. Cierpiały skrajne ubóstwo i dotkliwe zimno. Dopiero w 1925 za pożyczone pieniądze Matka Teresa kupiła dom przy ul. Wiejskiej 25, obecnie ul. M. Teresy Kierocińskiej.
Po rozeznaniu potrzeb środowiska Matka Teresa zorganizowała w 1925 bezpłatną ochronkę z dożywianiem dla biednych dzieci, zaś w 1931 szkołę podstawową. Utworzyła w domu sióstr pracownię haftu i szycia, ponadto siostry udzielały korepetycji i przygotowywały dzieci religijnie zaniedbane do przyjęcia sakramentów świętych. Przy domu sióstr istniały także: Katolickie Stowarzyszenie Młodzieży Żeńskiej oraz Koło Matek, które w 1932 liczyło 100 osób. Organizowane były rekolekcje dla Sodalicji Mariańskiej M. Teresa troszczyła się nie tylko o to, by nauczyć dziewczęta szyć i haftować, ale również o to, by formować je w duchu religijnym na dobre matki. Była przekonana, że odrodzenie społeczeństwa może nastąpić przez rodzinę. Mawiała:

Jakie są matki, takie społeczeństwo.

Już wtedy zaczęła być nazywana Matką Zagłębia. Swoim siostrom stanowczo oświadczyła: 

Choćbym była na najwyższym stanowisku w świecie, nigdzie nie byłabym tak szczęśliwa jak w klasztorze.

W czasie II wojny światowej wykazała heroiczne męstwo. Zorganizowała pomoc dla uchodźców, kuchnię dla biednych i sierociniec, organizowała tajne nauczanie. W czasie okupacji udzielała schronienia partyzantom Armii Krajowej. Niosła pomoc więźniom Auschwitz, organizując wysyłkę paczek żywnościowych do obozu. Udzielała schronienia dziewczętom, którym groziła wywózka na roboty do Niemiec. Od 1943 w klasztorze w Sosnowcu ukrywała dzieci i osoby dorosłe pochodzenia żydowskiego. W sierocińcu prowadzonym przez siostry opiekę znajdowały także dzieci ocalone z obozów koncentracyjnych (m.in. z obozu na Radosze w Sosnowcu). Uratowała grupę dzieci, które po upadku powstania warszawskiego kierowane były do obozu w Auschwitz. Do sierocińca trafiały także sieroty, których rodzice zmarli lub zaginęli w czasie działań wojennych. Dom dziecka istniał do 1962, tj. do czasu likwidacji go przez władze komunistyczne.
Za ratowanie Żydów z narażeniem życia w okresie okupacji hitlerowskiej, została pośmiertnie, w 1992 odznaczona medalem Sprawiedliwy wśród Narodów Świata, przyznawanym przez Instytut Pamięci Męczenników i Bohaterów Holocaustu Jad Waszem w Jerozolimie.
Po zakończeniu działań wojennych Matka Teresa wraz ze Zgromadzeniem włączyła się w nowe zadania Kościoła. Siostry podjęły katechizację w szkołach, prowadziły przedszkole i oddawały się pracy charytatywnej.
Przez całe życie pielęgnowała w sobie ducha modlitwy i karmelitańskiego wyrzeczenia, a jej drogą do świętości było całkowite zaufanie Bogu i ofiarna miłość bliźniego. W sposób szczególny odznaczała się nabożeństwem do Dzieciątka Jezus, Najświętszej Eucharystii, Najświętszego Oblicza Pana Jezusa, Matki Bożej Szkaplerznej i św. Józefa.

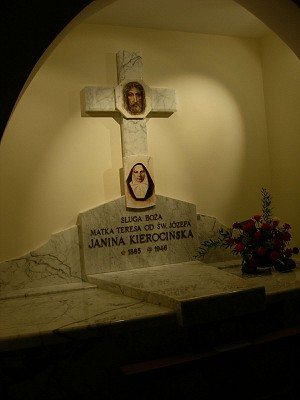
Sakrofag w Domu Macierzystym Sióstr Karmelitanek przy ul. Matki Teresy Kierocińskiej 25 w Sosnowcu.

Zmarła w opinii świętości 12 lipca 1946 w Sosnowcu na skutek powikłań spowodowanych ropnym zapaleniem otrzewnej. Trzy dni później, 15 lipca odbyła się ceremonia pogrzebowa w katedrze sosnowieckiej. Została pochowana początkowo na sosnowieckim cmentarzu przy Alei Mireckiego. Od 31 marca 1982 po przeprowadzonej ekshumacji, jej doczesne szczątki spoczywają w kościele pw. Najświętszego Oblicza Pana Jezusa przy Domu Macierzystym w Sosnowcu, ul. Matki Teresy Kierocińskiej 25, gdzie każdego 12. dnia miesiąca o godz. 18.00 sprawowana jest msza święta w intencji jej beatyfikacji.

## Publikacje
- Teresa Janina Kierocińska (przyg. do druku Joachim Roman Bar): Życiorys i wybrane pisma S. Teresy od św. Józefa: (Teresy Janiny Kierocińskiej). Kraków: 1990. OCLC 932247301. Brak numerów stron w książce
- Teresa Janina Kierocińska: Z sercem i chlebem na dłoni: życiorys i pisma wybrane Matki Teresy od św. Józefa (Janiny Kierocińskiej). Kraków: Wydawnictwo Karmelitów Bosych, 2005. ISBN 83-7305-160-0. OCLC 749807985. Brak numerów stron w książce
- Teresa Janina Kierocińska (wybór tekstów Bogdana Batóg): Uwierz, zaufaj, kochaj!: myśli Sługi Bożej Matki Teresy Kierocińskiej. Kraków: Wydawnictwo Karmelitów Bosych, 2007, seria: Karmelki, 11. ISBN 978-83-7305-279-6. OCLC 750089285. Brak numerów stron w książce

## Proces beatyfikacyjny
W czerwcu 1976 przełożona generalna Matka Cecylia Czerwińska CSCII za zgodą swej Rady mianowała postulatora sprawy beatyfikacyjnej, którym został o. Michał Machejek OCD.
W maju 1983 Konferencja Episkopatu Polski wyraziła zgodę na rozpoczęcie procesu beatyfikacyjnego, a w czerwcu tegoż samego roku Kongregacja Spraw Kanonizacyjnych w Rzymie wydała dekret „Nihil obstat” w tej sprawie. W diecezji częstochowskiej jej proces beatyfikacyjny rozpoczęty 14 października 1983 przez bp. Stefana Barełę kontynuował jego następca, abp Stanisław Nowak. W latach 1983–1988 odbyły się 73 sesje Trybunału, podczas których przesłuchano 68 świadków.
31 grudnia 1988 na specjalnej sesji, pod przewodnictwem abp. Stanisława Nowaka, zakończono dochodzenie kanoniczne na szczeblu diecezjalnym. 17 lutego 1989 akta procesu zostały złożone w Kongregacji Spraw Kanonizacyjnych, po czym 11 maja 1991 Stolica Apostolska wydała dekret o ważności postępowania diecezjalnego. Postulatorem generalnym mianowano s. Konradę Dubel CSCII. 9 lipca 1994 złożono tzw. „Pozycję o życiu i cnotach Sługi Bożej Matki Teresy”, która była podstawą do dyskusji dla teologów i kardynałów orzekających o heroiczności jej cnót.
Dnia 3 maja 2013 za zgodą papieża Franciszka promulgowano stosowny dekret o heroiczności jej cnót. Odtąd przysługuje jej tytuł Czcigodnej Służebnicy Bożej.

## Upamiętnienie
- Jest patronką jednej z ulic w Sosnowcu (dawniej ul. Wiejska)[4].
- 31 grudnia 2016, w 95. rocznicę założenia Zgromadzenia otwarto w Sosnowcu Muzeum Domu Macierzystego Zgromadzenia Sióstr Karmelitanek Dzieciątka Jezus[13].
- W czerwcu 2023 sosnowieccy radni jednogłośnie przyznali Matce Teresie Kierocińskiej pośmiertnie tytuł Honorowego Obywatela Miasta Sosnowca[14].